# Citron d'Assam
Ne doit pas être confondu avec Citrus assamensis.
Espèce
Citron d'Assam, parfois Citron des Indes à fruit long est un agrume cultivé dans l'État indien d'Assam. Le fruit oblong contient une pulpe vert pale qui donne un jus légèrement acide, évoquant le citron vert et souvent utilisé dans la cuisine locale. 
Il ne doit pas être confondu avec Citrus assamensis, autre agrume nettement acide mais sauvage et rare.

## Dénomination
En assamais অসম নেমু (Nemu tenga) lime d'Assam, Kazi Nemu, Kaji Nemu, Gol Nemu lime (du sanscrit নিম্বূ  (nimbū) lime, citron et অসম (Assam))
En chinois : 阿萨姆柠檬 (Āsàmǔ níngméng), en anglais : Assam lemon, Long-fruited lemon, Oblong lemon, en vietnamien Chanh Assam, Chanh quả dài, en japonais アッサムレモン (Assamuremon), en indonésien Jeruk Lemon Medan, Kagja Lemon au Bangladesh.

### Taxonomie
Souvent décrit comme un cultivar de citron Citrus limon L. Burmf, il ne figure ni comme citron ni comme une espèce dans Citrus in Assam (Bhattacharya et Dutta, 1956). Citrus longilimon Tanaka est admis dans le Protocole européen for distinctness uniformity and stability, Group 3 Lemons and limes (2004).   

## Morphologie
Fruit ellipsoïdal, la base du fruit arrondie, de 5 à 10 cm de long, sommet du fruit court en forme de mamelon; épicarpe (flavedo) légèrement rugueux, fin, vert virant jaune à maturité; pulpe blanc verdâtre, douce, juteuse et divisée en 8 à 10 segments. Acidité légère et gout rafraichissant de lime.

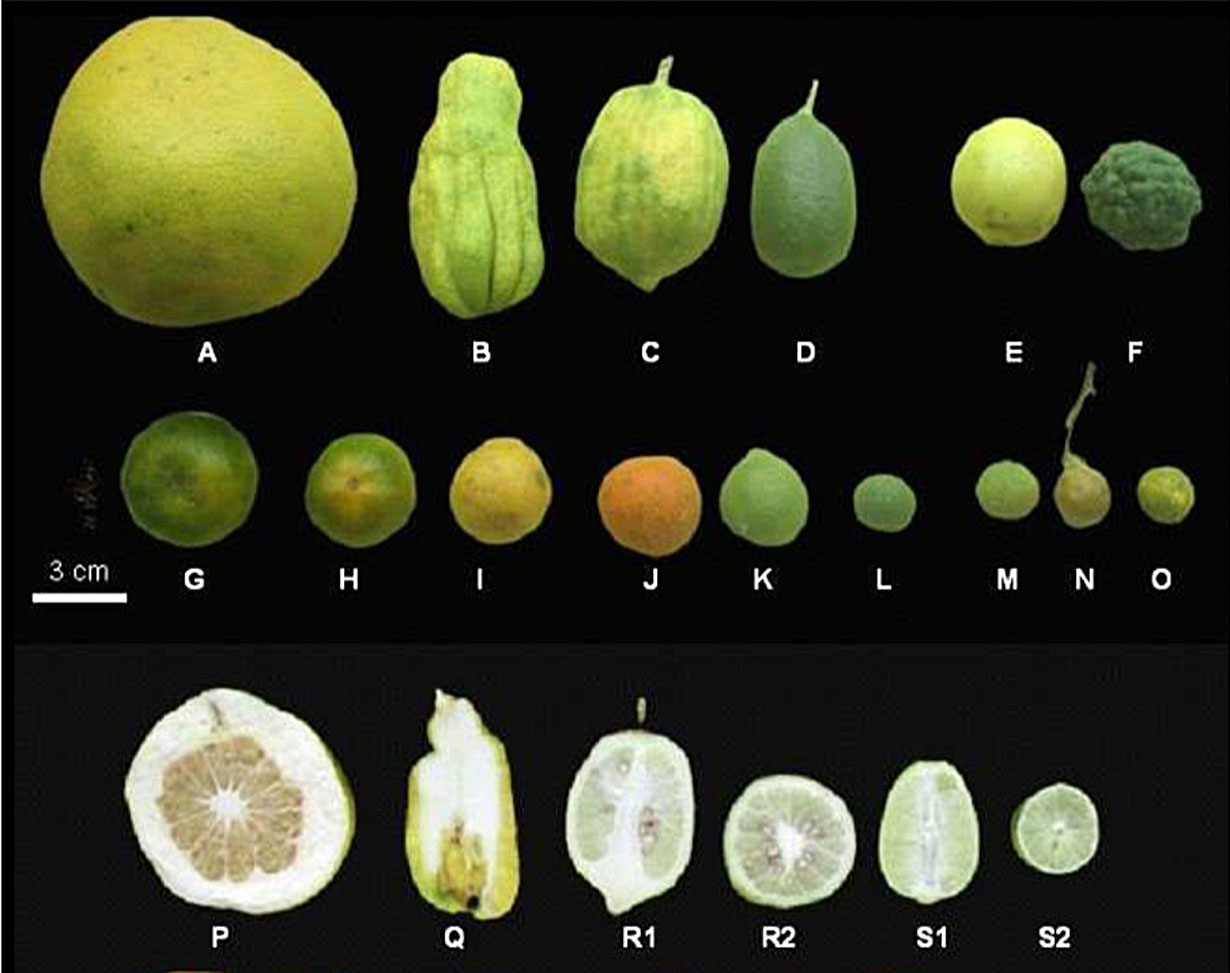
Le citron d'Assam (D et coupes S1 S2) comparé au cédrat (à sa gauche) et à la lime (à sa droite) - Nery Sofiyanti et al. Biodiversidas 2022)

## Culture

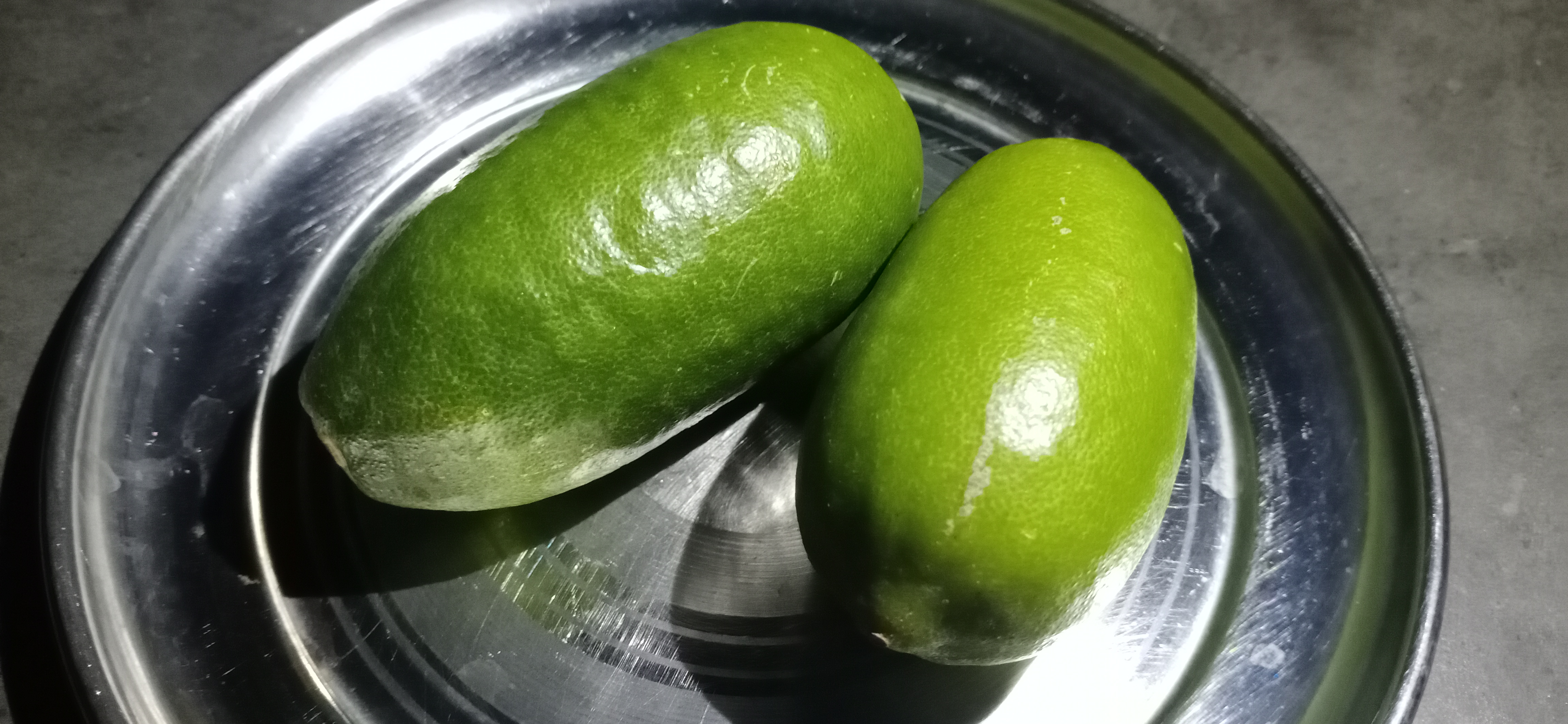
Citron d'Assam

La production est artisanale (récolte manuelle sur arbres épineux. La superficie cultivé serait de 13 000 ha avec une faible productivité de 7 t par ha). En Assam, on observe 2 floraisons par an et une floraison clairsemée tout au long de l'année qui permettent deux saisons de récolte (juin/juillet et décembre/janvier). Les arbres (buissonnants) reproduits par boutures ou marcottes sont plantés tous les 3 m.
Les fruits sont conservés sous film rétractable jusqu'à 1 mois sans altération.
Le fruit est présent en Indonésie.

## Utilisation
Connu pour aromatiser le thé glacé au citron. Limonade (eau, jus de citron d'Assam, sucre et sel), tisane (jus de citron, eau tiède), confit au sel[6], jus du fruit vert sur les plats salés.

L'extrait au méthanol et à l'acétate d'éthyle a une activité antibactérienne très élevée.

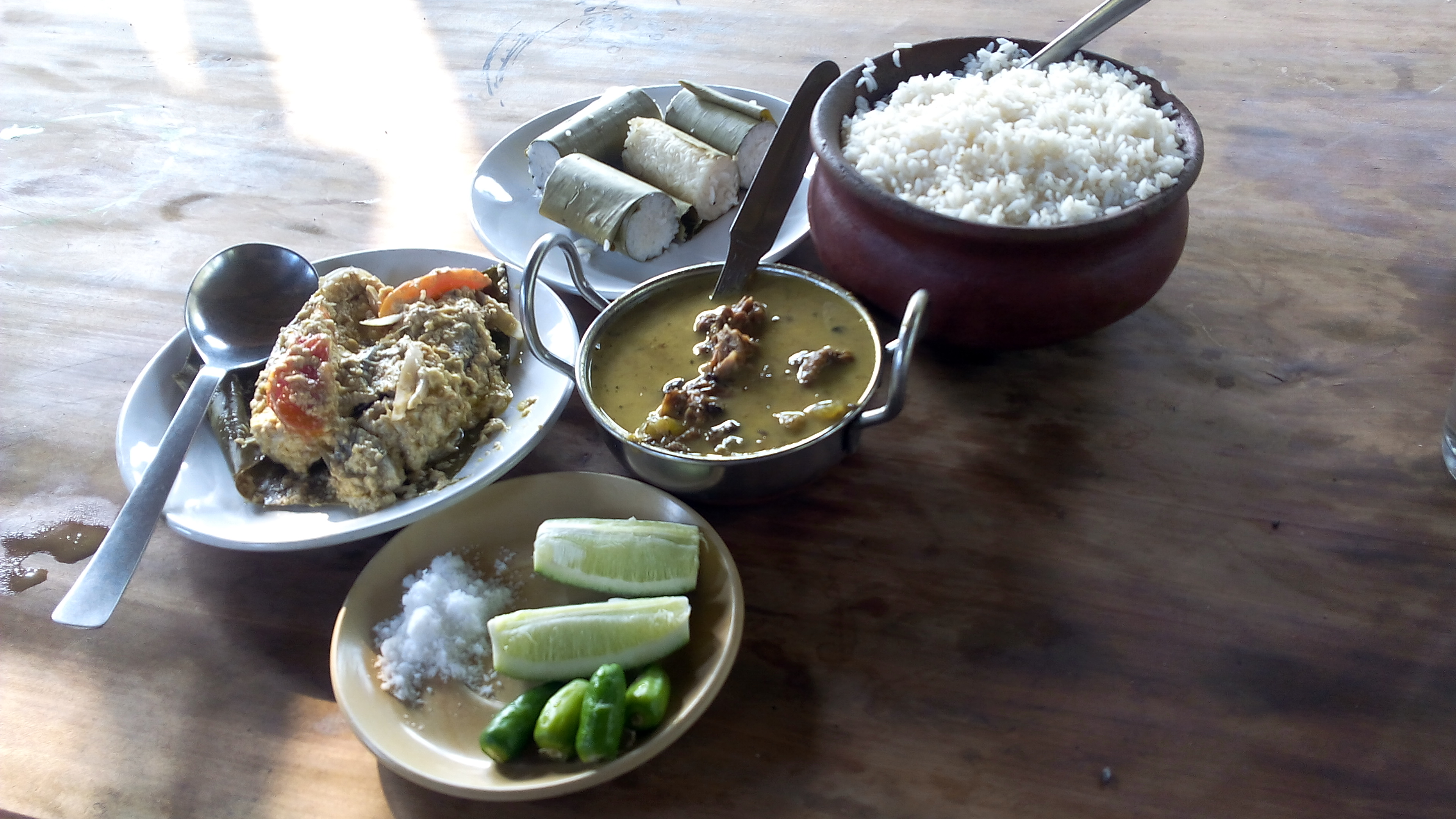
aromates de la cuisine assamaise, le citron d'Assam, le piment et le sel

### Huile essentielle
Une publication (2020) sur l'huile essentielle de la peau des citrons du Nord-est de l'Inde (de cultivars récoltés en Assam à Jorhat) donne une forte présence de limonène (55 %), géranial (10 %), α-pinène (trace) et trans-verbénone (6,4 %). Par comparaison on est démarqué de la lime (C. latifolia) et du citron (C. limon) qui contiennent respectivement: limonène 50 % et 65 % et β-pinène 15 % chacun. L'α-bergamotène (1,6 %) est plus abondant que chez la lime (1,1 %), à l'inverse du géranial (1,5 %) est intermédiaire: 2 % chez la lime et 1 % chez le citron. On peut donc parler d'une huile essentielle intermédiaire et originale qui justifie la création d'une espèce.